# Anthrax pusio
Anthrax pusio är en tvåvingeart som först beskrevs av Macquart 1840.  Anthrax pusio ingår i släktet Anthrax och familjen svävflugor.
Artens utbredningsområde är Kuba. Inga underarter finns listade i Catalogue of Life.